# Navy Moves
Navy Moves es un arcade y segunda parte de la tetralogía Moves diseñado por Víctor Ruiz, de Dinamic Software para Commodore Amiga, Amstrad CPC, Atari ST, Commodore 64, MSX y ZX Spectrum en 1988.
Fue el juego con más ventas de la historia de la empresa, además de conseguir publicación en mercado internacional y diversos galardones.

## El juego
También llamado Operación Cefalópodo, el juego contiene 2 niveles:
En el primer nivel comenzamos sobre una lancha saltando minas, a continuación nos sumergimos buceando entre tiburones y otros enemigos hombres rana. Terminábamos este primer nivel pilotando un batiscafo entre pulpos gigantes, con jefe final incluido (una especie de gigantesca morena).
En el segundo nivel, nos introducimos en el interior de un submarino nuclear, debemos eliminar distintos oficiales para conseguir códigos con el fin de realizar acciones que completen la misión. Esto es, parar el submarino, emergerlo, activar la bomba y mandar un mensaje para que nos recojan una vez completada la misión.